# ISO 3166-2:BI
ISO 3166-2:BI é o subconjunto de códigos definidos em ISO 3166-2, parte do padrão ISO 3166 publicado pela Organização Internacional para Padronização (ISO), para os nomes das principais subdivisões do Burundi.
Os códigos cobrem 17 províncias. Cada código é composto de duas partes, separadas por um hífen. A primeira parte é BI, o código ISO 3166-1 alfa-2 do Burundi, A segunda parte é de duas letras.

## Códigos atuais
Códigos ISO 3166 e nomes das subdivisões estão listadas como é o padrão oficial publicada pela Agência de Manutenção (ISO 3166/MA).
As colunas podem ser classificadas clicando nos respectivos botões.
| Código | Província       |
| ------ | --------------- |
| BI-BB  | Bubanza         |
| BI-BM  | Bujumbura       |
| BI-BL  | Bujumbura Rural |
| BI-BR  | Bururi          |
| BI-CA  | Cankuzo         |
| BI-CI  | Cibitoke        |
| BI-GI  | Gitega          |
| BI-KR  | Karuzi          |
| BI-KY  | Kayanza         |
| BI-KI  | Kirundo         |
| BI-MA  | Makamba         |
| BI-MU  | Muramvya        |
| BI-MY  | Muyinga         |
| BI-MW  | Mwaro           |
| BI-NG  | Ngozi           |
| BI-RT  | Rutana          |
| BI-RY  | Ruyigi          |

## Mudanças
As seguintes alterações para a entrada foram anunciadas em boletins pela ISO 3166/MA desde a primeira publicação da ISO 3166-2, em 1998:
| Boletim | Data da publicação    | Descrição da alteração no boletim                            |
| ------- | --------------------- | ------------------------------------------------------------ |
| I-4     | 12 de outubro de 2002 | A adição de uma província.                                   |
| II-2    | 30 de junho de 2010   | Atualização da estrutura administrativa e da fonte de lista. |